# Центральное объединение профсоюзов Швеции
Центральное объединение (или Центральная организация) профессиональных союзов Швеции (швед. Landsorganisationen i Sverige, буквально «Национальная организация в Швеции», также часто передаётся как Шведская конфедерация профсоюзов), обычно называемое по аббревиатуре LO (ЦОПШ) — национальный профсоюзный центр, зонтичная организация четырнадцати шведских профсоюзов, объединяющий в основном промышленных рабочих и других занятых физическим трудом («синих воротничков»).
Основано в 1898 году по инициативе Скандинавского трудового конгресса 1897 года и Социал-демократической рабочей партии Швеции, которая почти полностью состояла из профсоюзов как коллективных членов. На протяжении последней четверти XX века объединяло порядка 2 миллионов работников (почти 100 % индустриального рабочего класса Швеции), однако в XXI веке численность сокращалась до уровня 1,2 млн членов. Входит в Международную конфедерацию профсоюзов (ранее — Международную конфедерацию свободных профсоюзов), Европейскую конфедерацию профсоюзов и Совет профессиональных союзов северных стран.

## История

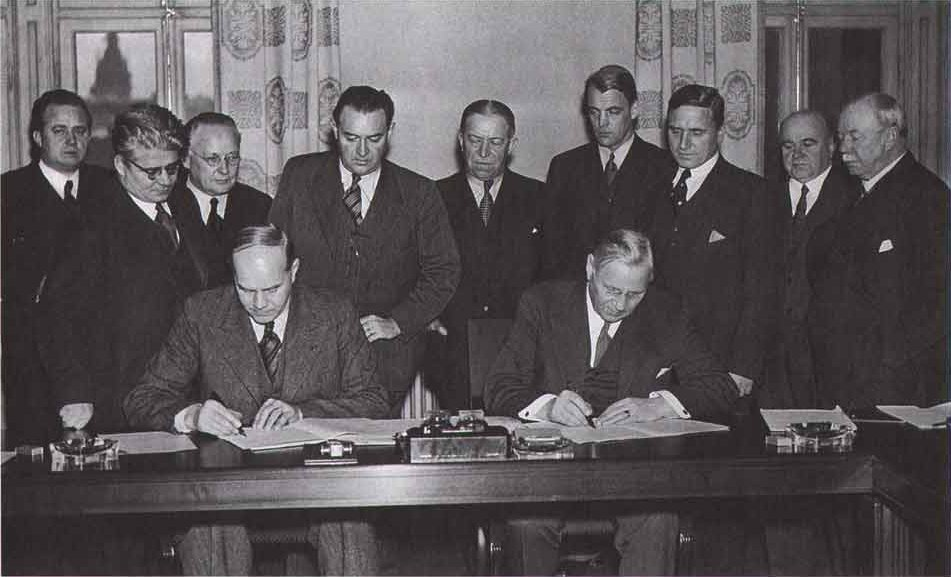
Подписание 1938 года — коллективного договора между ЦОПШ и стороной работодателей.

Рабочее движение в Швеции берёт свое начало в конце 1850-х годов, когда рабочие начали организовывать поначалу стихийные продовольственные бунты в забастовки. Профсоюзы в современном понимании этого слова появились в 1870-х годах. Событие, обычно считающееся центральным в первые дни шведского рабочего движения является лекция Августа Пальма «Чего хотят социал-демократы?» («Hvad vil Social-Demokraterna?») в Мальмё 6 ноября 1881 года. Пять лет спустя, в 1886 году, были основаны шведские типографский и почтовый профсоюз (Svenska Typografförbundet и Svenska Postmannaförbundet).
Единый профцентр из этих профсоюзов конституировался 5-8 августа 1898 года как федерация самостоятельных профсоюзов. Свою деятельность он начал 1 апреля 1899 года. На раннем этапе его деятельность была сосредоточена на критике монархии и капитализма. На этом фоне в 1898 году был принят закон, который защищал штрейкбрехеров и предоставлял возможность подавлять забастовки. Закон действовал до 1938 года.
Первая национальная забастовка в Швеции была объявлена в мае 1902 года с требованиями всеобщего избирательного права. Во время неё шведский рабочий класс впервые выступил как единое целое и ощутил свою политическую силу. Однако шведский крупный капитал тоже усвоил уроки первой национальной стачки и создал после неё свои организации для противодействия профсоюзам, в том числе Шведскую конфедерацию работодателей.
Если первая стачка продлилась два дня, то во второй всеобщей забастовке 1909 года 300 000 рабочих участвовали на протяжении целого месяца (с 4 августа по 4 сентября), однако в итоге потерпели поражение, в том числе из-за капитуляции профсоюзного руководства. В итоге конфедерация профсоюзов потеряла почти половину своих членов (работодатели уволили около 20 000 рабочих, и многие трудящиеся были вынуждены покинуть профсоюзы, чтобы сохранить свои рабочие места), некоторые под влиянием Младосоциалистической партии перешли в созданную 25-27 июня 1910 года представителями 22 профсоюзов анархо-синдикалистскую Центральную организацию рабочих Швеции. Хотя та периодически бросала вызов доминирующей позиции ЦОПШ и СДРПШ, те продолжали организовывать подавляющее большинство всех профсоюзов.
С момента возникновения ЦОПШ находилось под руководством СДРПШ. Эти две организации часто называют «двумя опорами рабочего движения», где партия является политической, а ЦОПШ — профсоюзной. С начала XX века они доминируют не только в шведском рабочем движении, но и в политической жизни страны в целом. Примером влияния этих организаций на шведское общество стал такой феномен, как шведская модель государство всеобщего благоденствия («шведский социализм»). В рамках социального диалога ЦОПШ представляла работников на переговорах с Объединением работодателей Швеции о заключении генеральных соглашений (на 2-3 года), на основе которого отраслевые профсоюзы заключали коллективные договоры с предпринимателями.

## Организация

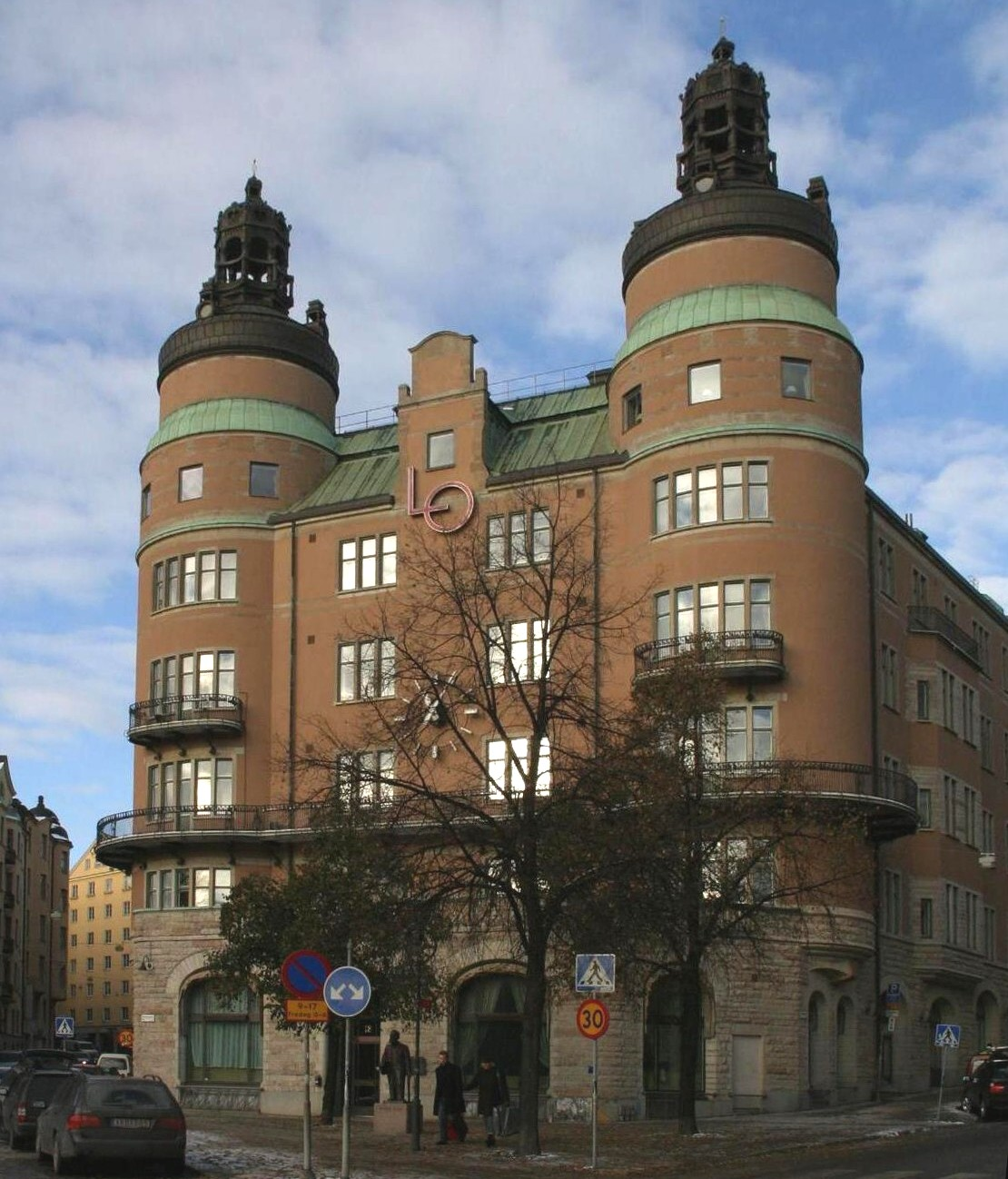
LO-borgen (швед. «замок LO») — историческое здание штаб-квартиры ЦОПШ, спроектированное шведским архитектором Фердинандом Бобергом, на площади Норра Банторгет в Стокгольме.

Четырнадцать членских организаций Шведской конфедерации профсоюзов охватывают как частный, так и государственный сектор. Членские профсоюзы полностью независимы, а роль Конфедерации ограничивается координацией переговоров о заработной плате, международной деятельностью, профсоюзным образованием и тому подобными областями. Ещё одна важная задача — доведение взглядов организации до лиц, принимающих решения, и широкой общественности. Конфедерация также располагает представителями в руководящих органах многих государственных институтов. Кроме того, она отвечает за исследования и заключение договоров страхования рынка труда. Однако членские профсоюзы несут ответственность за управление фондами страхования по безработице.
Хотя исторически североевропейские (скандинавские) профцентры были теснейшим образом связаны с социал-демократическими силами, в последнее время эти взаимоотношения отличаются от страны к стране. Если Датская конфедерация профсоюзов официально разорвала связи с Социал-демократической партией в 1995 году, то Шведская конфедерация профсоюзов продолжает поддерживать близкое сотрудничество с социал-демократами. Несмотря на независимость организаций друг от друга, ЦОПШ имеет представителя в исполнительном комитете СДРПШ, избираемого съездом партии. Кроме того, как ЦОПШ, так и входящие в неё профсоюзы вносят значительные средства для деятельности партии, ежегодно жертвуя 6 миллионов шведских крон, что эквивалентно четырём кронам на одного члена.
До 1987 года в Социал-демократической партии Швеции даже действовала система коллективного членства для членов конфедерации, в рамках которой местный профсоюз мог подать заявку на членство в Социал-демократической партии, фактически зачисляя всех своих членов в СДРПШ. Отдельное лицо могло заявить о своём нежелании вступать в СДРПШ и отказаться от участия в таком коллективном членстве (этим т. н. правом резервации исторически, как правило, пользовались шведские коммунисты). Таким образом, практически все члены ЦОПШ автоматически становились членами СДРПШ. По состоянию на 1970-е годы коллективными членами СДРПШ состояли около 30 % профсоюзов, входящих в ЦОПШ.
На рубеже 1990/1991 годов возможность для организаций внутри ЦОПШ коллективно присоединять своих членов к СДРПШ исчезла, однако ориентация на социал-демократов сохранилась. Впрочем, опросы показывают, что если в 1990—2000-е годы на выборах больше половины членов ЦОПШ голосовало за СДРПШ, а затем с заметным отрывом шла Левая партия, то в 2010-е последнюю опередила правопопулистская партия «Шведские демократы» — несмотря на то, что в 2008 году ЦОПШ приняло решение, что занятие ответственной должности в профсоюзной конфедерации несовместимо с членством в «Шведских демократах».
С падением членства в ЦОПШ 2019 году охват профсоюзами шведских рабочих составлял 60 % по сравнению с 77 % в 2006 году. Весомым фактором стало значительное повышение взносов в профсоюзные фонды по безработице в январе 2007 года, произведённое правоцентристским правительством.
В 1956 году ЦОПШ приобрела социал-демократическую газету Stockholms-Tidningen и Aftonbladet. До недавнего времени ей принадлежало 50,1 % вечерней газеты Aftonbladet — крупнейшего ежедневного издания в Скандинавии начала XXI века. По состоянию на 2012 год организация владела уже только 9 % газеты — ЦОПШ продала 49,9 % акций норвежской медиагруппе Schibsted 2 мая 1996 года, а в 2006 году та уже контролировала 91 % акций. Тем не менее, Конфедерация профсоюзов сохранила за собой право назначать политического редактора газеты.
Высший орган ЦОПШ — съезд (созывается 1 раз в 5 лет), избирающий Национальный совет (или Представительство — 140 членов), являющийся высшим органом ЦОПШ между съездами, и Национальный секретариат (порядка 13 членов), осуществляющий поточное практическое руководство деятельностью ЦОПШ.
Число отраслевых профсоюзов-членов ЦОПШ сократилось в результате слияний (для сравнения: в 1973 году в ЦОПШ было 37 профсоюзов численностью 1,771 млн членов, в 1976 — 25 с 1,918 млн членов). Так, 1 июня 2009 года, Профсоюз работников лесной и деревообрабатывающей промышленности и Профсоюз работников графического дизайна объединились в единый  профсоюз работников лесной, деревообрабатывающей и полиграфической промышленности GS.

## Составляющие
| Профсоюз                                             | Аббревиатура | Основан | Мужчин  | Женщин  | Всего членов | Изменения (2017) |
| ---------------------------------------------------- | ------------ | ------- | ------- | ------- | ------------ | ---------------- |
| Шведский профсоюз строителей                         | Byggnads     | 1949    | 77 512  | 1 218   | 78 730       | ▲ 409            |
| Шведский профсоюз электриков                         | SEF          | 1906    | 18 518  | 456     | 18 974       | ▼ 333            |
| Шведский профоюз работников по эксплуатации зданий   | Fastighets   | 1936    | 13 624  | 12 700  | 26 324       | ▼ 718            |
| GS                                                   | GS           | 2009    | 31 987  | 6 861   | 38 848       | ▼ 1 096          |
| Шведский профсоюз работников торговли                | Handels      | 1906    | 45 665  | 77 672  | 123 337      | ▼ 1 001          |
| Шведский профсоюз отельно-ресторанных работников     | HRF          | 1918    | 10 949  | 16 017  | 26 966       | ▼ 921            |
| IF Metall                                            | IF Metal     | 2006    | 200 292 | 46 543  | 246 835      | ▼ 305            |
| Шведский профсоюз работников муниципальной сферы     | Kommunal     | 1910    | 108 426 | 391 728 | 500 154      | ▼ 7 333          |
| Шведский профсоюз работников пищевой промышленности  | Livs         | 1922    | 15 317  | 8 041   | 23 358       | ▼ 1 062          |
| Шведский профсоюз маляров                            | Målarna      | 1887    | 9 833   | 1 277   | 11 110       | ▲ 47             |
| Шведский профсоюз работников бумажной промышленности | Pappers      | 1920    | 11 722  | 2 190   | 13 912       | ▼ 370            |
| Шведский профсоюз работников сферы услуг и связи     | Seko         | 1970    | 53 981  | 18 175  | 72 156       | ▼ 960            |
| Шведский профсоюз музыкантов                         | SMF          | 1907    | 1 805   | 469     | 2 274        | ▼ 13             |
| Шведский профсоюз транспортных работников            | Transport    | 1897    | 41 494  | 8 343   | 49 837       | ▼ 1 889          |
| ВСЕГО                                                |              |         | 641 125 | 591 690 | 1 232 815    | ▼ 15 575         |
|                                                      |              |         | 52 %    | 48 %    |              | ▼ 1,25 %         |

## Список председателей
- Фредрик Стерки, 1898—1900
- Герман Линдквист, 1900—1920
- Арвид Торберг, 1920—1930
- Эдвард Юхансон, 1930—1936

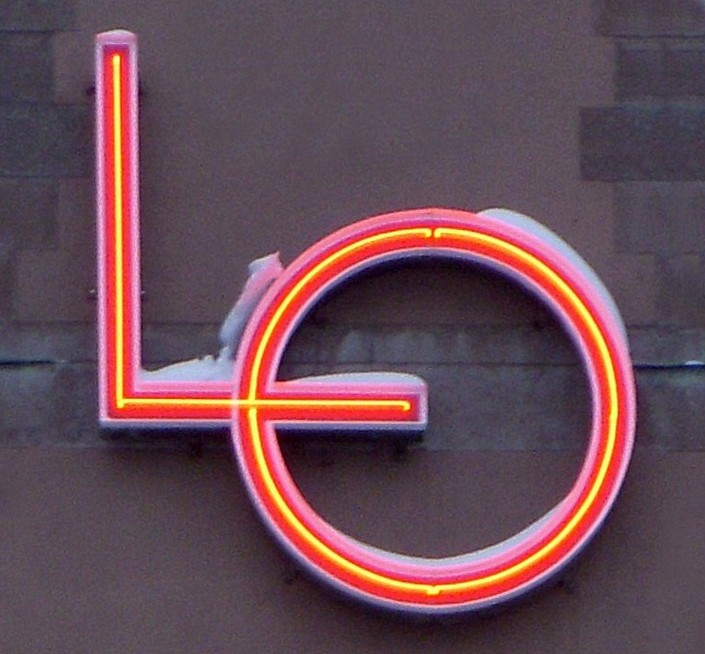
Логотип ЦОПШ (LO) на штаб-квартире организации.

- Альберт Форслунд, февраль — сентябрь 1936
- Август Линдберг, 1936—1947
- Аксель Странд, 1947—1956
- Арне Гейер, 1956—1973
- Гуннар Нильссон, 1973—1983
- Стиг Мальм, 1983—1993
- Бертиль Йонссон, 1994—2000
- Ваня Лундбю-Ведин, 2000—2012
- Карл-Петтер Торвальдссон, 2012—2020
- Сюзанна Гидеонссон, 2020—2024
- Юхан Линдхольм, 2024 — настоящее время[8]